# 口前站
口前站位于吉林省永吉县口前镇站前街，始建于1929年。

## 使用情况
该站为隶属沈阳铁路局吉林车务段管辖的三等站。客运：办理旅客乘降；行李、包裹托运。货运：整车普通货物无限制。

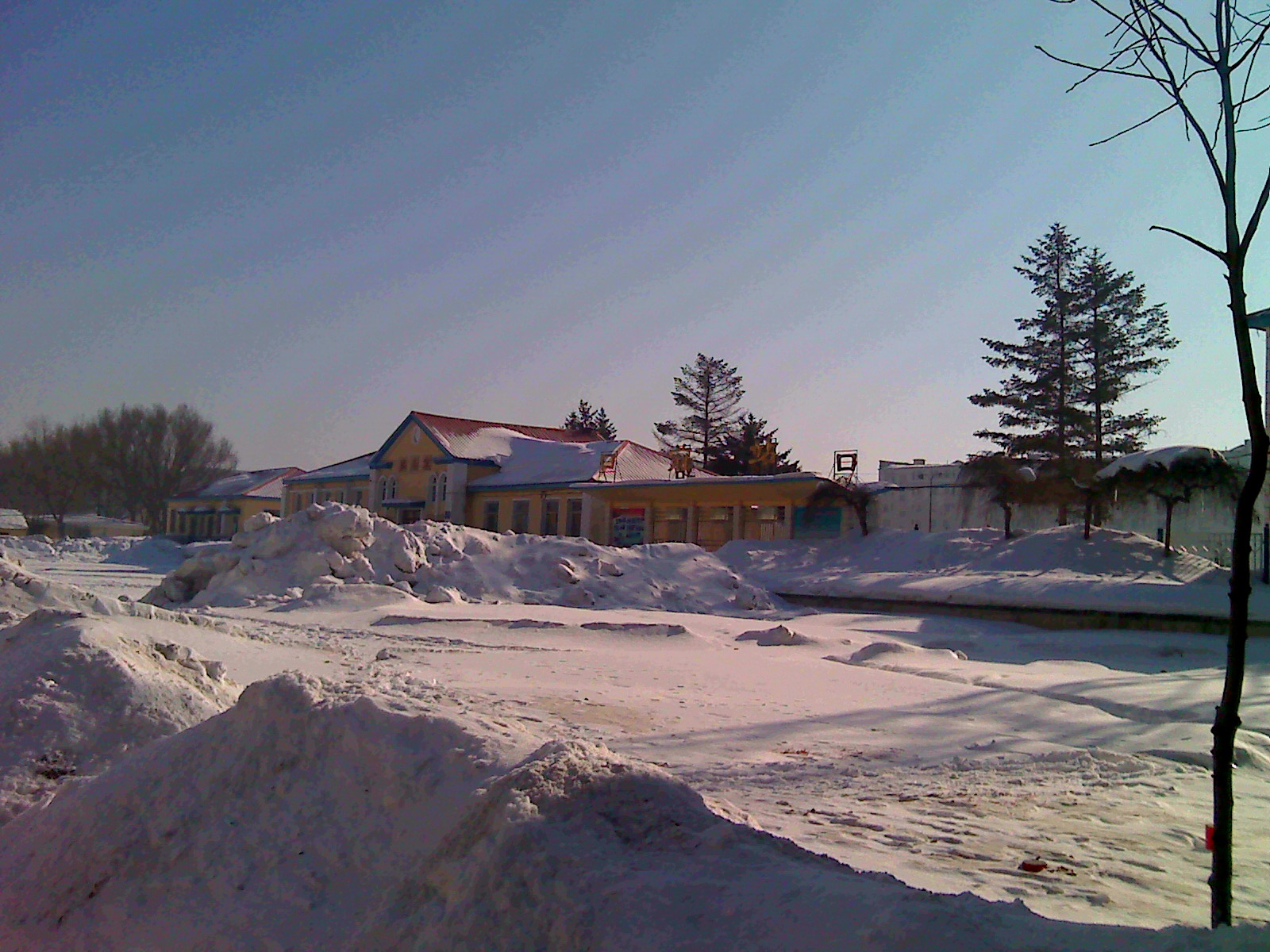
口前站站前广场
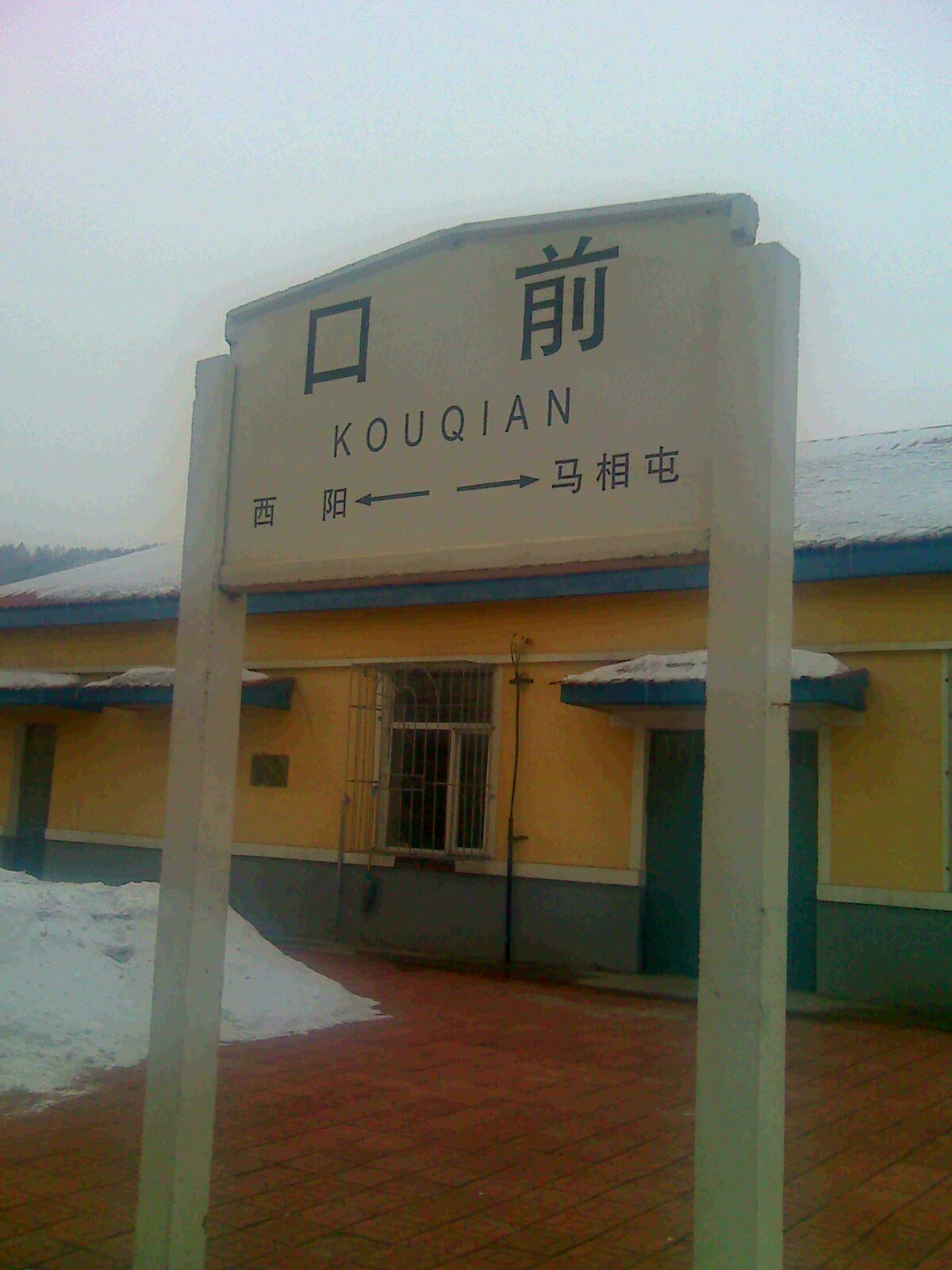
口前站站牌
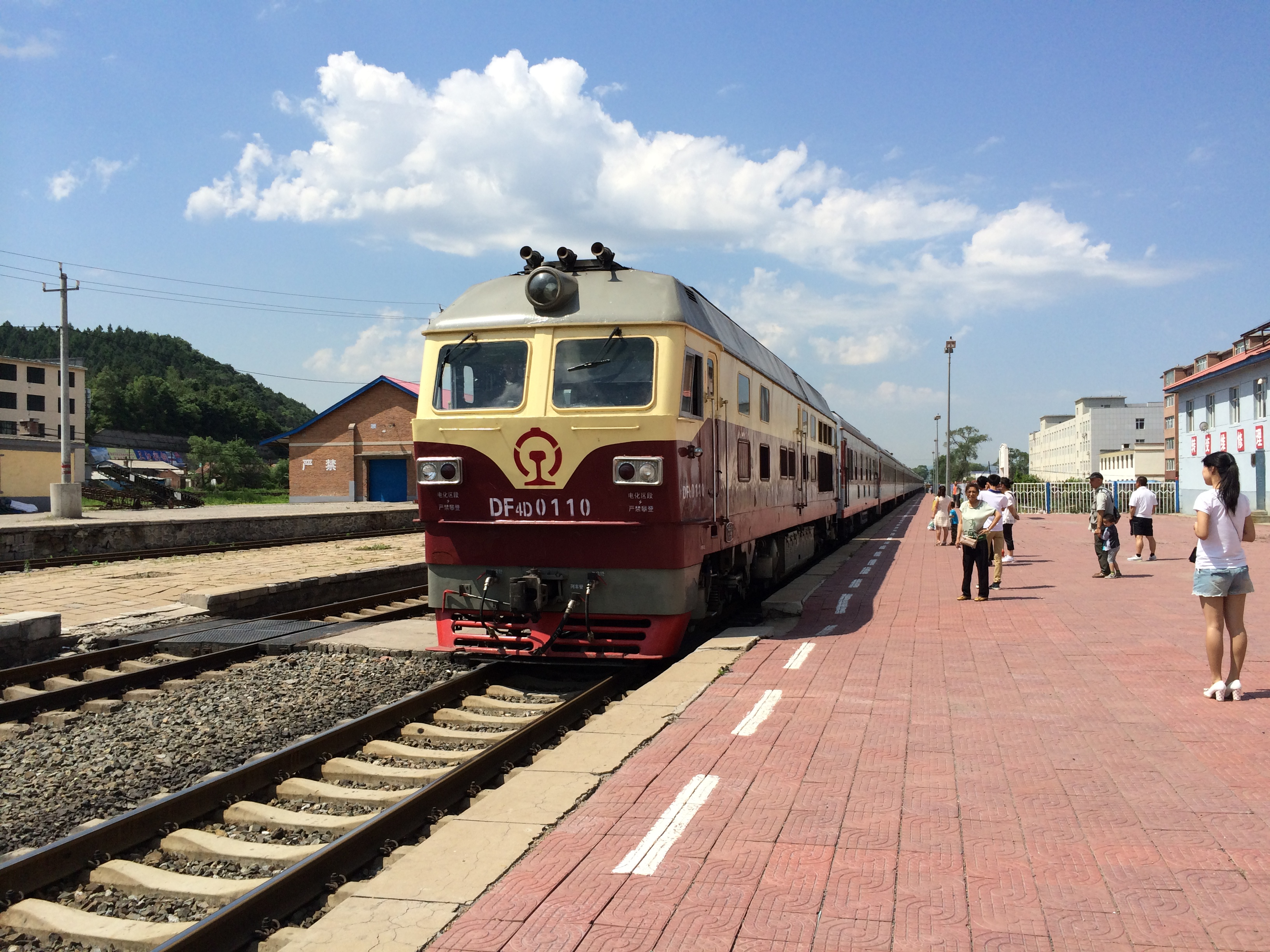
口前站一站台，DF4D型内燃机车牵引的2223次旅客列车正在进站

## 邻近车站
中国国铁
沈吉线
务本站 - 口前站 - 马相屯站 - 吉林西站